# عبدالهادی خلف
عبدالهادی خلف (عربی: عبد الهادی خلف، متولد ۱۹۴۵) یک فعال سیاسی چپ بحرینی و مدرس ارشد بخش جامعه‌شناسی دانشگاه لوند است. از وی به عنوان متخصص سیاست منطقه خلیج فارس نیز یاد می‌شود.

## زندگی‌نامه
او تحصیلات ابتدایی و متوسطه خود را در بحرین گذراند، سپس برای تحصیل در دانشگاه به خارج از کشور رفت. او در سال ۱۹۷۲ دکترای جامعه‌شناسی خود را از دانشگاه لوند سوئد دریافت کرد. با بازگشت به بحرین، نامزد اولین مجلس شورای ملی این کشور شد و در دسامبر ۱۹۷۳ به عنوان نماینده انتخاب شد. این شورا یک نهاد مشورتی با اختیارات محدود برای تصویب قوانین تنظیم شده توسط دولت بود. چند ماه پس از تشکیل مجلس ملی، خلف به اتهام حمایت از یکی از گروه‌های سیاسی ممنوعه که خواستار سلطنت مشروطه بودند، اخراج و دستگیر شد. او در سال ۱۹۷۵ از زندان آزاد شد، سپس در سال ۱۹۷۶ مجدداً به دلیل فعالیت‌های سیاسی خود از طرف دولت دموکراتیک این کشور بازداشت شد.
خلف بین سال‌های ۱۹۷۵ و ۱۹۹۰ به‌عنوان مشاور برای تعدادی از مؤسسات از جمله یونسکوا (کمیتهٔ اقتصادی و اجتماعی ملل متحد برای آسیای غربی) کار کرد. در سال ۱۹۹۰ برای تدریس جامعه‌شناسی در دانشگاه لوند انتصاب شد و به سوئد نقل مکان کرد. او همچنان به نوشتن مقاله دربارهٔ سیاست و جامعه بحرین برای نشریات عربی و انگلیسی در سراسر خاورمیانه ادامه می‌دهد. او همچنین چندین کتاب در این حوزه نوشته و منتشر کرده‌است.